# Vaux, Allier
Vaux är en kommun i departementet Allier i regionen Auvergne-Rhône-Alpes i de centrala delarna av Frankrike. Kommunen ligger  i kantonen Montluçon-Nord-Est (1er Canton) som ligger i arrondissementet Montluçon. År 2022 hade Vaux 1 164 invånare.

## Befolkningsutveckling
Antalet invånare i kommunen Vaux
Referens: INSEE